# Ulica Jagiellońska w Olsztynie
Ulica Jagiellońska w Olsztynie jest arterią komunikacyjną miasta. Biegnie od skrzyżowania z aleją Wojska Polskiego do północnych granic administracyjnych miasta, które wyznacza rzeka Wadąg. Duża część ulicy Jagiellońskiej przebiega przez olsztyński Las Miejski i poza granicami miasta prowadzi do miejscowości Wadąg.

## Historia
Do roku 1945 nosiła nazwę Wadanger-Strasse (ulica Wadąska). Po II wojnie światowej nosiła miano Staliningradzka. Obecna nazwa obowiązuje od 1956 roku.
Nazwa ulicy upamiętnia dynastię Jagiellonów.

## Obiekty
Przy ulicy Jagiellońskiej znajdują się m.in.:
- Samodzielny Publiczny Zespół Gruźlicy i Chorób Płuc w Olsztynie
- Wojewódzki Sztab Wojskowy w Olsztynie
- Wyższa Szkoła Informatyki i Ekonomii TWP

## Komunikacja
Ulicą Jagiellońską biegną trasy 7 linii autobusowych (w tym dwóch podmiejskich). Są to linie numer 108, 109, 112, 116, 126, 131 i 136.